# Imizu
Imizu (射水市, Imizu-shi) est une ville située dans la préfecture de Toyama, au Japon.

## Géographie

### Situation
Imizu est située au nord-ouest de la préfecture de Toyama, au bord de la baie de Toyama.

### Démographie
En mai 2021, la population d'Imizu était de 92 006 habitants, répartis sur une superficie de 109,43 km2.

### Hydrographie
Imizu est bordée par le fleuve Shō à l'ouest.

## Histoire
La ville d'Imizu a été créée en 2005, de la fusion de l'ancienne ville de Shinminato avec les bourgs de Daimon, Kosugi et Ōshima, et le village de Shimo.

## Culture locale et patrimoine
Le Kaiwo Maru, ancien navire-école, est exposé à Imizu.

## Éducation
L'université préfectorale de Toyama est située à Imizu.

## Transports
La ville est desservie par la ligne Ainokaze Toyama Railway de la compagnie Ainokaze Toyama Railway, ainsi que par le tramway de Takaoka.
On y trouve la gare de Koshinokata.